# Fever to Tell
Fever to Tell jest debiutanckim albumem Yeah Yeah Yeahs, wydanym 29 kwietnia 2003 przez Interscope. Producentem albumu jest David Andrew Sitek, zmiksował go Alan Moulder.
Fever to Tell był nominowany do Grammy w kategorii Best Alternative Music Album i zdobył status złotej płyty w Wielkiej Brytanii. Teledysk do piosenki "Maps" w 2004 został nominowany do MTV Video Music Awards w kategorii Best Art Direction, Best Cinematography, Best Editing, i MTV2 Award. The New York Times ogłosił Fever to Tell najlepszym albumem roku. W czerwcu 2005 album zajął 89. miejsce na liście 100 najlepszych albumów 1985-2005 według magazynu Spin. Album opisany jest też w książce 1001 albumów, które musisz usłyszeć przed śmiercią. W 2009 Fever to Tell zajął 28. miejsce według Rolling Stone, 24. miejsce według Pitchfork Media oraz 5. miejsce według NME na listach najlepszych albumów dekady.
Według The Guardian, album sprzedał się na całym świecie w nakładzie ponad miliona kopii.

## Lista utworów
Wszystkie utwory zostały napisane przez Yeah Yeah Yeahs.
1. "Rich" – 3:36
2. "Date with the Night" – 2:35
3. "Man" – 1:50
4. "Tick" – 1:49
5. "Black Tongue" – 2:59
6. "Pin" – 2:00
7. "Cold Light" – 2:16
8. "No No No" – 5:14
9. "Maps" – 3:39
10. "Y Control" – 4:00
11. "Modern Romance" – 7:28
  - Na zakończenie utworu "Modern Romance", po krótkiej ciszy na albumie znajduje się hidden track "Poor Song" (czasami omyłkowo nazywany "Porcelain").
12. "Yeah! New York" – 2:05 (utwór bonusowy w wersji brytyjskiej)

## Skład
Autorem podkładu instrumentalnego jest Nick Zinner, oprócz:
- Brian Chase – bębny, perkusja
- Karen O – wokal prowadzący

### Produkcja
- David Andrew Sitek, Yeah Yeah Yeahs – produkcja
- Chris Coady – producent wykonawczy
- Roger Lian – edycja
- Alan Moulder, David Andrew Sitek – miksowanie
- Rick Levy – asystowanie
- Howie Weinberg – mastering
- Cody Critcheloe – oprawa graficzna

## Listy przebojów
| Rok  | Lista przebojów | Pozycja |
| ---- | --------------- | ------- |
| 2004 | Billboard 200   | 55      |
| 2004 | UK Album Chart  | 13      |